# 乌嘴乡
乌嘴乡，是中华人民共和国湖南省益阳市南县下辖的一个乡镇级行政单位。它东北临藕池河东支，西靠沱江，总面积60.8平方公里，平坦无垠。

## 行政区划
乌嘴乡下辖以下地区：
昭明社区、新洲村、新立村、新民村、东成村、朝锡村、大垸村、港口村、朝前村、群峰村、窑嘴村、东阁村、白沫村、牛场村、罗文村、东河村、赛南村、东南村、文家村、长春村和安乐村。

## 历史
这里原为洞庭湖的一片水域，藕池溃口之前叫黄土嘴子。藕池溃口后，在泥沙的淤积下，水域消失，平畴跃出，因最早为乌姓聚居地，黄土嘴子改称“乌家嘴”。
光绪七年，湖南巡抚责成龙阳（今汉寿）、华容二县知事，组建“龙华司”衙门于乌嘴，去“家”字而变成“乌嘴”。
乌嘴是南县建治的发祥地。公元1895年，清政府割华容、安乡、龙阳（今汉寿）、武陵（今常德）、沅江、巴陵（今岳阳）6县接壤处部分淤地，设南洲直隶厅抚民府，为岳常澧道直辖，厅治设乌嘴。
1897年，南洲厅治从乌嘴迁署九都山，乌嘴另设专汛驻千总镇守。